# Символ донга
Символ или знак донга (₫) — типографский символ, который входит в группу «Символы валют» (англ. Currency Symbols) стандарта Юникод: оригинальное название — Dong sign (англ.); код — U+20AB. Используется для представления национальной валюты Вьетнама — донга.
Характерные символы, выполняющие эти функции: ₫ • đ • dd. Кроме того, для краткого представления донга используются коды стандарта ISO 4217: с 1985 года VND и 704, ранее VNC.

## Начертание
Символ «₫» представляет собой приподнятую над строкой строчную букву «đ» куокнгы, вьетнамского алфавита (строчная латинская буква «d», перечеркнутая в верхней части одним горизонтальным штрихом). В зависимости от шрифта, используемого для вывода символа, он может быть дополнен нижним подчёркиванием (U+0331) или выводиться без него.

## Использование в качестве сокращения названий денежных единиц
Символ «₫» служит для представления национальной валюты Вьетнама — донга (вьет. đồng). Для этого также используется непосредственно буква đ.